# Jebel Aruda
Jebel Aruda (también escrito Djebel Aruda, Jebel 'Aruda, Sheikh 'Arud, Gebel Aruda o Gabal Aruda) es un yacimiento arqueológico del Antiguo Oriente Próximo, ubicado en la margen occidental del río Éufrates en la Gobernación de Raqqa, Siria. Fue excavado como parte de un proyecto de rescate arqueológico debido a la construcción de la Presa de Tabqa, que llevó a la creación del Lago Assad, sumergiendo varios sitios históricos. El yacimiento estuvo ocupado durante el Calcolítico Tardío, en la segunda mitad del IV milenio a.C., específicamente durante el periodo Uruk V. Se encuentra en la orilla opuesta al sitio Halafiano de Shams ed-Din Tannira y está a la vista de Habuba Kabira, otro asentamiento Uruk V situado 8 kilómetros río abajo, con el que se cree que estaba vinculado. También se encuentran cerca los yacimientos arqueológicos de Tell es-Sweyhat y Tell Hadidi.

## Arqueología
El sitio, que se encuentra a 60 metros sobre la margen occidental del río Éufrates, fue fundado sobre suelo virgen y cubre un área de aproximadamente 3 hectáreas. En el yacimiento destaca una terraza de 9,5 metros de altura y 80 por 70 metros de base, con una fundación de piedra, que probablemente servía como plataforma para un templo. Se ha excavado un área de aproximadamente 1 hectárea. 
Los arqueólogos definieron tres zonas principales en el asentamiento: Recinto del templo, Casas del sector norte y Casas del sector sur. Se realizaron dataciones por radiocarbono en tres muestras de carbón vegetal encontradas en asociación con un fragmento de miniatura de rueda de piedra caliza. Las fechas calibradas obtenidas fueron: 3335–3103 a. C., 3333–3101 a.C. y 3315–2916 a.C..

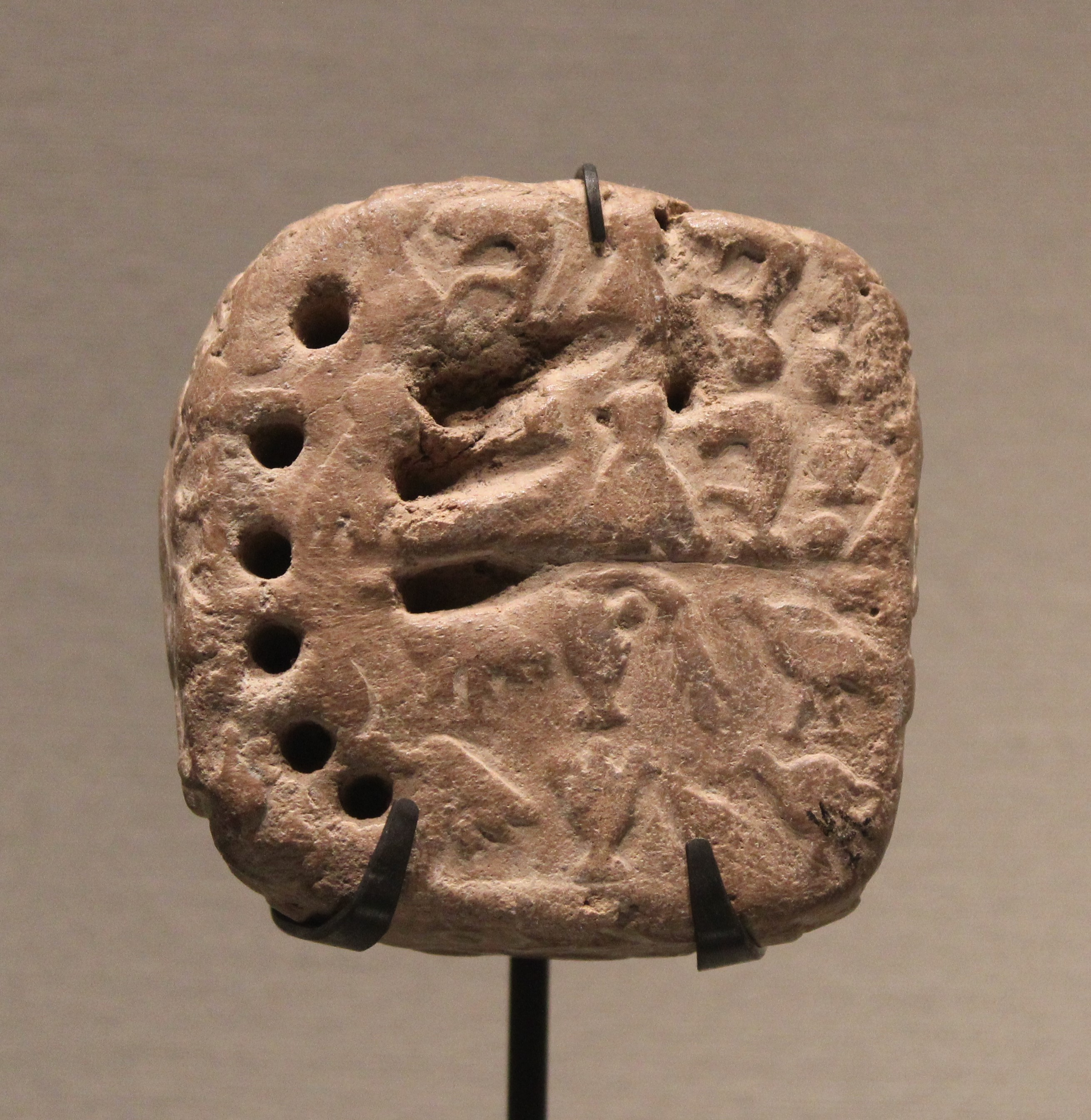
Tablilla numérica del período Uruk V encontrada en Susa

En 1909, la arqueóloga y exploradora Gertrude Bell observó el tell durante un viaje por la orilla oriental del río Éufrates, pero los fuertes vientos le impidieron cruzar para explorarlo. Posteriormente, en 1964, Maurits Van Loon visitó el sitio como parte de un estudio arqueológico de rescate. Entre 1972 y 1982, Jebel Aruda fue excavado por un equipo neerlandés de la Universidad de Leiden, bajo la dirección de G. Van Driel. Los hallazgos de esta excavación se conservan en el Rijksmuseum van Oudheden (Museo Nacional de Antigüedades de los Países Bajos), aunque son propiedad del gobierno de Siria. Entre los hallazgos destacan ocho hachas de cobre, que también han sido descritas como lingotes de metal. En un almacén se encontraron varios kilogramos de lapislázuli sin procesar, junto con otras piedras preciosas. Tras un retraso de cuarenta años, el informe final de las excavaciones fue finalmente publicado en 2023.
En la zona de casas del sector sur del montículo se encontraron casas en forma de "T", que han sido sugeridas como prototipos de los futuros templos mesopotámicos E-GAL. Las casas en el sector norte eran predominantemente residenciales, similares a las del sitio cercano de Habuba Kabira Sur, aunque algunas áreas parecen haber tenido funciones industriales. En el patio de los complejos NC-NF, se descubrieron hornos, asociados con depósitos de ceniza que contenían gran cantidad de cuencos de borde biselado (bevel rim bowls) y macetas florales. El área de las casas del norte sufrió una destrucción por incendio. Algunos de los objetos cerámicos encontrados en el sitio estaban recubiertos de betún, posiblemente para impermeabilización También se hallaron sellos de arcilla utilizados en prácticas administrativas.

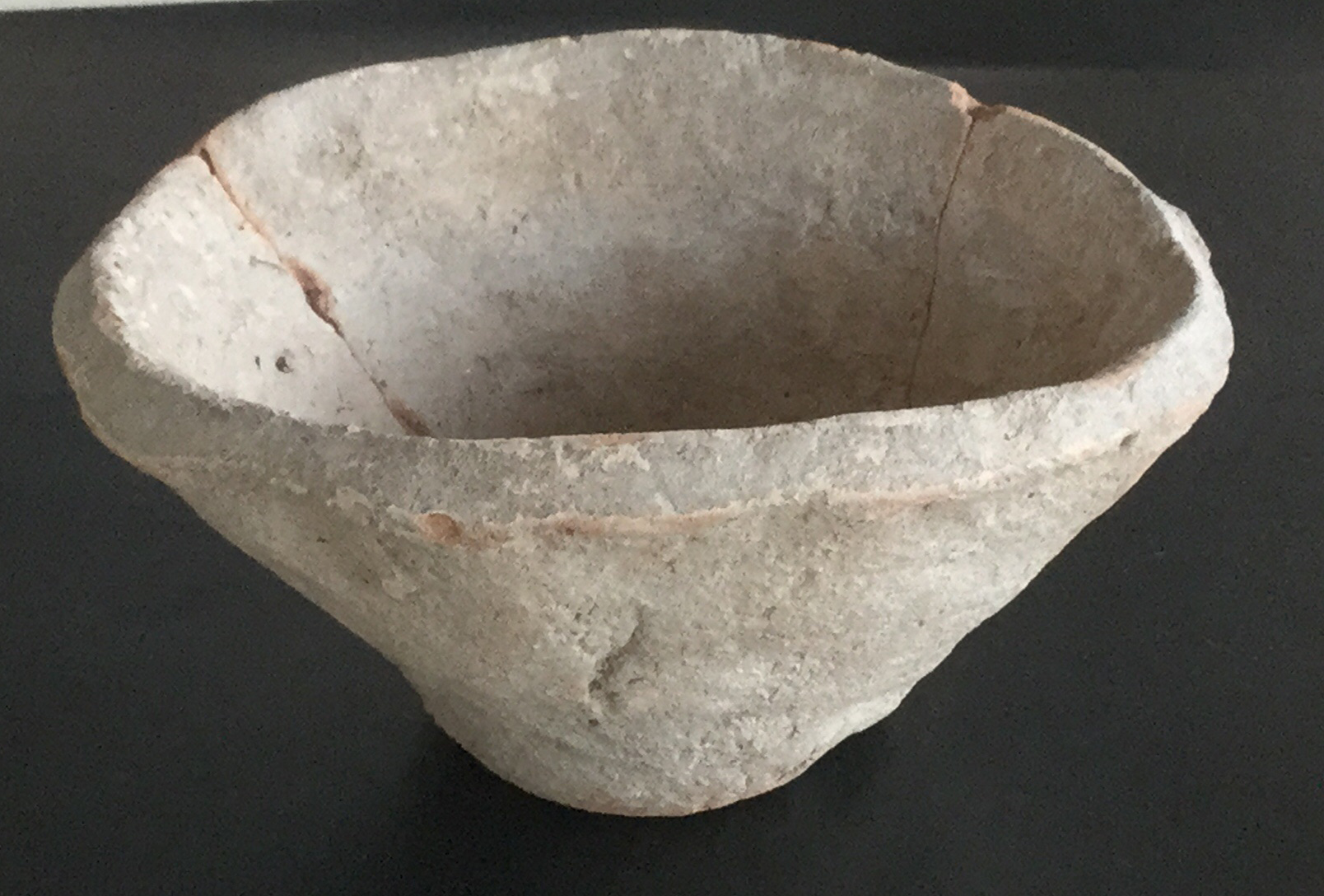
Cuenco de borde biselado del período Uruk encontrado en el cercano sitio de Habuba Kabira

En la zona elevada del recinto del templo, se encontraron dos estructuras tripartitas de 40 metros cuadrados, con las típicas fachadas con nichos del período Uruk. Fueron denominadas el Templo Rojo y el Templo Gris, y se cree que tenían funciones religiosas y posiblemente administrativas. 
- Templo Rojo: Presentaba una entrada triple que conducía a través de tres vestíbulos hasta la sala central de culto. 
- Templo Gris: Tenía dos entradas que llevaban a un área central con una sacristía cerrada. El recinto del templo estaba rodeado por un muro con nichos y presentaba dos fases de construcción, con el Templo Rojo construido en la primera fase y el Templo Gris agregado en la segunda. La ocupación del recinto terminó de manera no violenta, ya que el área fue vaciada, nivelada y rellenada con grandes ladrillos de barro, lo que resultó en muy pocos hallazgos arqueológicos, entre los que destacan una pequeña cantidad de macetas florales y impresiones de sellos.
Se encontraron trece tablillas numéricas del período Uruk V, a veces denominadas "tablillas impresas", que podrían ser precursoras de la protoescritura cuneiforme y protoelamita. Algunas de ellas estaban selladas. Cuatro de estas tablillas fueron halladas en una gran sala en forma de T, cerca del recinto del templo. Además, se excavaron once fichas de arcilla neolíticas, similares a las utilizadas en la contabilidad temprana mesopotámica.

## Historia
Jebel Aruda es un yacimiento de ocupación única, es decir, no presenta evidencia de asentamientos anteriores o posteriores a la ocupación urukea. Su ocupación se desarrolló en tres fases dentro del periodo Uruk V, aproximadamente entre 3500-3350 a.C., durante la segunda mitad del IV milenio a.C..

## Tell Sheikh Hassan
Tell Sheikh Hassan (también escrito Tall Sheikh Hassan o Tall Šaih Hasan) fue un asentamiento amurallado del Antiguo Oriente Próximo ubicado frente a Jebel Aruda, en la orilla opuesta del río Éufrates. Originalmente situado en la orilla izquierda del río, actualmente es una isla debido a las inundaciones provocadas por la construcción de la Presa de Tabqa. Su altura original era de 14 metros y su extensión de 5 hectáreas, aunque hoy se ha reducido a media hectárea. El sitio estuvo habitado durante el Neolítico, el Período de Uruk (IV milenio a. C.), y posteriormente durante la Edad del Hierro y hasta el período islámico
En 1909, la arqueóloga Gertrude Bell observó el tell durante un viaje por la orilla oriental del río Éufrates El sitio fue examinado en 1963 por el arqueólogo Abdul Kader Rihaoui y en 1964 por Maurits N. van Loon.  Tell Sheikh Hassan fue excavado entre 1972 y 1994 como parte del proyecto de rescate arqueológico de la Presa de Tabqa. Los trabajos fueron dirigidos por diferentes equipos internacionales:  
- Un equipo francés dirigido por A. Bounni (1972-1974), J. Cauvin (1976) y D. Stordeur (1993), quienes se enfocaron en los niveles del Neolítico precerámico A y Neolítico precerámico B (9º y 10º milenio a. C.)[30][31][32]
- Un equipo alemán dirigido en 1981 por W. Orthmann, y entre 1984 y 1994 por J. Boese de la Universidad de Saarbrücken. Este equipo trabajó en los niveles del período Ubaid tardío, el período Uruk (IV milenio a.C.) y la Edad del Hierro (I milenio a.C.)[33][34][35][36][37][38]

Entre los hallazgos destacan:  
- Crisoletes de fundición, lo que indica actividad metalúrgica en los 17 niveles del período Uruk medio.
- Cuencos de borde biselado (Beveled rim bowls), característicos de la cultura Uruk.
- Bullae y fichas de arcilla, junto con sellos cilíndricos, lo que sugiere una economía administrada.
- Uso de betún, probablemente para impermeabilizar recipientes o estructuras[39][40]

En los niveles del período Uruk, se descubrió un templo con eje torcido, uno de los primeros ejemplos conocidos de este tipo de arquitectura religiosa
En los niveles de la Edad del Hierro, se encontró un palacio Bit-Hilani, un tipo de palacio típico del mundo semítico occidental Además, se hallaron cinco ostraca inscritos en arameo, fechados en el siglo V a. C.

## Tell Qraya
El pequeño pero destacado sitio de Tell Qraya (también escrito Tall Qurayya) se encuentra aproximadamente a 50 millas al sur de la ciudad moderna de Deir ez-Zor, en la Gobernación de Deir ez-Zor, Siria. Está ubicado en la margen occidental del río Éufrates, a unas 9 millas al sur de la confluencia con el río Habur y aproximadamente a 6 kilómetros al norte de la antigua ciudad de Terqa, en la misma ribera. Formaba parte de la expansión Uruk del IV milenio a.C. y se considera un asentamiento de tipo puesto avanzado. El sitio de Tell Ramadi, situado a 60 millas de distancia y cerca de la antigua ciudad de Mari, es el asentamiento más cercano del Período de Uruk
La ocupación del sitio fue datada mediante radiocarbono en el período Calcolítico Tardío 3, obteniendo fechas calibradas de c. 3900-3370 a.C., c. 3940-3380 a.C. y c. 3950-3380 a.C.
Tell Qraya cubre un área de aproximadamente 4 hectáreas, con un diámetro de 150 metros. Actualmente, viviendas modernas cubren alrededor de tres cuartas partes del sitio. Fue identificado en un estudio arqueológico regional y, entre 1977 y 1979, un equipo dirigido por Giorgio Buccellati y Marilyn Kelly-Buccellati realizó excavaciones, identificando 15 niveles de ocupación que corresponden a tres fases arquitectónicas, comenzando en el Período de Ubaid.  
El sitio fue abandonado a principios del III milenio a.C., tras el final del Período de Uruk, y fue reocupado a comienzos del II milenio a.C., durante el Período Paleobabilónico. La ocupación del II milenio fue en gran parte destruida por la construcción moderna, y el sitio se encuentra en peligro de pérdida debido a la actividad de los habitantes locales
Las excavaciones continuaron en 1981, dirigidas por Daniel Shimabuku, y en 1984, bajo la dirección de Steven Reimer. Durante estos trabajos, se encontraron más de mil cuencos de borde biselado (beveled rim bowls), característicos de la cultura Uruk, de los cuales aproximadamente 160 estaban intactos. Estos cuencos fueron hallados en asociación con hornos. También se encontraron alrededor de dos docenas de sellos de arcilla, producidos con sellos cilíndricos y sellos de estampado, usados en el sellado de puertas, tapones de jarras y bullae de arcilla
Se ha sugerido que los cuencos de borde biselado encontrados en el sitio fueron utilizados en la producción de sal. Para probar esta hipótesis, se llevó a cabo un experimento arqueológico en Tell Qraya para recrear los posibles procesos de producción de sal en la Mesopotamia protohistórica.